# 由利本荘市立小友小学校
由利本荘市立小友小学校（ゆりほんじょうしりつ おともしょうがっこう）は、秋田県由利本荘市館前字後田にある公立小学校。

## 概要
- 旧本荘市街地区南東の郊外に位置する田園地域にある小学校である。

## 沿革
以下、注釈の無い項目は学校の公式サイトの情報によるもの。
- 1874年（明治7年）3月19日 - 本校創立。万願寺の小杉清太郎氏宅を学校とする。
- 1889年（明治22年）5月 - 金山分校を設置する。
- 1893年（明治26年）7月26日 - 三条に新校舎建築落成。
- 1901年（明治34年）4月1日 - 金山分校が独立し、金山小学校となる。
- 1933年（昭和8年）2月18日 - 小友尋常高等小学校に改称。金山小学校を併合し、小友小学校金山分校とする。
- 1935年（昭和10年）11月9日 - 旧校舎新築落成移転。
- 1941年（昭和16年）4月1日 - 国民学校令により、小友村立小友国民学校と改称。
- 1947年（昭和22年）4月1日 - 学制改革により、小友村立小友小学校と改称。
- 1948年（昭和23年）11月18日 - 小友小学校PTA結成。
- 1954年（昭和29年）3月31日 - 昭和の大合併により、本荘市立小友小学校と改称。
- 1960年（昭和35年）9月26日 - 週6日の完全給食実施。
- 1965年（昭和40年）3月13日 - 創立90周年記念式典挙行。
- 1968年（昭和43年）7月1日 - 金山分校廃校。
- 1970年（昭和45年）4月1日 - 特殊学級を開設。
- 1971年（昭和46年）2月16日 - 校歌制定。
- 1972年（昭和47年）
  - 4月1日 - 小友中学校の廃校により、中学校校舎に移転。
  - 10月3日 - 柔・剣道部創部。
- 1973年（昭和48年）11月3日 - 創立百周年記念式典挙行。記念として、校庭に記念碑建立。
- 1977年（昭和52年）10月20日 - バレーボール部創部。同日、子ども公民館・生産活動開始。
- 1982年（昭和57年）9月28日 - 新校舎工事着工。
- 1983年（昭和58年）8月31日 - 教室・特別教室完成移転。
- 1984年（昭和59年）
  - 3月15日 - 体育館・給食室完成。校門建立。
  - 9月5日 - 竣工式挙行[2]。グランド拡張工事完成。
- 1987年（昭和62年）5月24日 - 南ノ股に「学校の森」完成（樹種30種・0.5ha・800本）。
- 1988年（昭和63年）3月28日 - 記念碑移転工事完了。
- 1993年（平成5年）11月20日 - グランド100m直線走路完成。
- 1994年（平成6年）10月16日 - 創立120周年グランド竣工記念大運動会開催。タイムカプセル埋設。
- 2004年（平成16年）11月14日 - 創立130周年記念式典挙行。祝賀会開催。
- 2005年（平成17年）3月22日 - 平成の大合併により、由利本荘市立小友小学校と改称。
- 2014年（平成26年）10月25日 - 創立140周年記念式典挙行[3]。
- 2015年（平成27年）3月22日 - 由利本荘市誕生10周年記念標語の部最優秀賞受賞。
- 2021年（令和3年）4月1日 - 由利本荘市立石沢小学校を併合。
- 2025年（令和7年）
  - 3月28日 - 閉校記念テーマ横断幕完成[4]。
  - 5月17日 - 創立150周年記念・閉校記念大運動会開催[5][6][7]。
  - 11月1日 - 閉校記念式典挙行（予定）[8]。
- 2026年（令和8年）
  - 3月31日 - 閉校。
  - 4月1日 - 本校と由利本荘市立子吉小学校、由利本荘市立尾崎小学校を統合し、由利本荘市立本荘東小学校として生まれ変わる[9]。

## 校歌
- 作詞：小松善之助
- 作曲：須藤遠吉[12]

## 児童数・学級数
| 年度                      | 男子 | 女子 | 計  | 増減 | 学級数 | 増減 | 備考           | 出典   |
| ------------------------- | ---- | ---- | --- | ---- | ------ | ---- | -------------- | ------ |
| 1999（平成11）年度        | 不明 | 不明 | 102 |      | 6      |      |                | [ 13 ] |
| 2000（平成12）年度        | 不明 | 不明 | 96  | -6   | 6      | 0    |                | [ 14 ] |
| 2001（平成13）年度        | 41   | 46   | 87  | -9   | 6      | 0    |                | [ 15 ] |
| 2002（平成14）年度        | 37   | 49   | 86  | -1   | 6      | 0    |                | [ 16 ] |
| 2003（平成15）年度        | 36   | 51   | 87  | +1   | 6      | 0    |                | [ 17 ] |
| 2004（平成16）年度        | 40   | 49   | 89  | +2   | 6      | 0    | 創立130周年    | [ 18 ] |
| 2005（平成17）年度        | 43   | 48   | 91  | +2   | 6      | 0    | 由利本荘市誕生 | [ 19 ] |
| 2006（平成18）年度        | 46   | 52   | 98  | +7   | 6      | 0    |                | [ 20 ] |
| 2007（平成19）年度        | 48   | 51   | 99  | +1   | 6      | 0    |                | [ 21 ] |
| 2008（平成20）年度        | 49   | 48   | 97  | -2   | 6      | 0    |                | [ 22 ] |
| 2009（平成21）年度        | 56   | 47   | 103 | +6   | 6      | 0    |                | [ 23 ] |
| 2010（平成22）年度        | 60   | 49   | 109 | +6   | 6      | 0    |                | [ 24 ] |
| 2011（平成23）年度        | 62   | 46   | 108 | -1   | 6      | 0    |                | [ 25 ] |
| 2012（平成24）年度        | 61   | 51   | 112 | +4   | 6      | 0    |                | [ 26 ] |
| 2013（平成25）年度        | 62   | 53   | 115 | +3   | 6      | 0    |                | [ 27 ] |
| 2014（平成26）年度        | 65   | 56   | 121 | +6   | 6      | 0    | 創立140周年    | [ 28 ] |
| 2015（平成27）年度        | 67   | 53   | 120 | -1   | 6      | 0    |                | [ 29 ] |
| 2016（平成28）年度        | 69   | 50   | 119 | -1   | 6      | 0    |                | [ 30 ] |
| 2017（平成29）年度        | 68   | 50   | 118 | -1   | 6      | 0    |                | [ 31 ] |
| 2018（平成30）年度        | 73   | 45   | 118 | 0    | 6      | 0    |                | [ 32 ] |
| 2019（平成31/令和元）年度 | 73   | 47   | 120 | +2   | 6      | 0    |                | [ 33 ] |
| 2020（令和2）年度         | 74   | 53   | 127 | +7   | 6      | 0    |                | [ 34 ] |
| 2021（令和3）年度         | 84   | 76   | 160 | +33  | 6      | 0    | 石沢小統合     | [ 35 ] |
| 2022（令和4）年度         | 73   | 74   | 147 | -13  | 6      | 0    |                | [ 36 ] |
| 2023（令和5）年度         | 66   | 73   | 139 | -8   | 6      | 0    |                | [ 37 ] |
| 2024（令和6）年度         | 66   | 73   | 149 | +10  | 6      | 0    | 創立150周年    | [ 38 ] |
| 2025（令和7）年度         | 46   | 61   | 107 | -32  | 8      | +2   | 閉校           |        |

## 通学区域
上万願寺・下万願寺・新田・荒町・三条・新道・二十六木・大中ノ沢・館前・大沢・金山・南ノ股・北ノ股

## 著名な出身者
- 工藤幹夫（元プロ野球選手）[40]
- 山浅龍之介（プロ野球選手）

## 周辺
- 秋田県道49号本荘大内線
- 羽後小友郵便局

## アクセス
自動車
E7 日本海東北自動車道 本荘ICから、車で約1.5km・約2分。
鉄道
由利高原鉄道 鳥海山ろく線 子吉駅から約4km、
自転車で約17分。
車で約7分。
なお、学校周辺には、路線バス（コミュニティバス含む）は、通っていない。